# Jean Slater
Jean Elaine Slater (previamente: Walters) es un personaje ficticio de la serie de televisión británica EastEnders, interpretada por la actriz Gillian Wright desde el 16 de diciembre del 2004 hasta el 17 de septiembre del 2013. Gillian regresó a la serie el 4 de agosto del 2014 y se fue nuevamente el 11 de agosto del mismo año. De nuevo Gillian regresó brevemente a la serie el 3 de julio del 2015.

## Antecedentes
Jean se casó con Brian Slater en 1982, la pareja le dio la bienvenida a su primer hijo Sean Slater en 1983 y más tarde a Stacey Slater en 1988. Brian murió en diciembre de 1999 después de sufrir un accidente en una obra, sin embargo más tarde se reveló que Sean lo había golpeado lo que ocasionó que Brian se callerá del andamio en el que estaba, poco después Sean decidió alejarse de su familia y unirse al ejército, Jean incapaz de soportar la muerte de su esposo y creyendo que Sean había muerto en combate comienza a sufrir de trastorno bipolar, esto ocasionó que Jean sacara a Stacey de su hogar en el 2004 al ver que los medicamentos no la ayudaban.
Stacey más tarde se mudó con su tío abuelo paterno Charlie Slater y su familia a Waldford, y poco después Jean se les unió.

## Biografía
En el 2012 Gillian se vio envuelta en problemas cuando e prestó dinero a Michael Moon y más tarde descubrió que este la había estafado.
En septiembre del 2013 Gillian finalmente decide irse de Walford para comenzar una nueva vida con su novio Ollie Walters.
Jean regresó a Walford en julio del 2015 y se casó con su novio Ollie, antes de irse nuevamente.